# Leopold Łojek
Leopold Łojek (ur. 13 stycznia 1897 w Tule, zm. wiosną 1940 w Katyniu) – doktor nauk medycznych, major lekarz Wojska Polskiego, ofiara zbrodni katyńskiej.

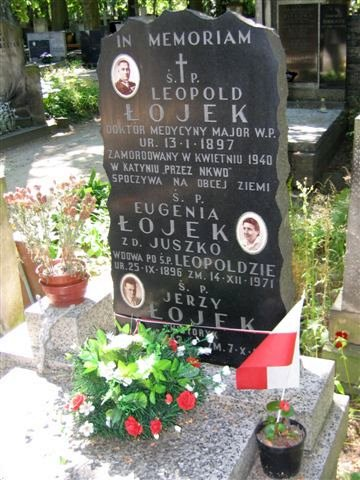
Grobowiec rodzinny z symbolicznym upamiętnieniem Leopolda Łojka

## Życiorys
Urodził się jako syn Adama (zm. 1942) i Franciszki (zm. 1937), z domu Bal. Miał pięcioro rodzeństwa.
W listopadzie 1918 wstąpił do Wojska Polskiego. Po odzyskaniu przez Polskę niepodległości brał udział w wojnie polsko-bolszewickiej 1920. Absolwent Wydziału Lekarskiego Uniwersytetu Warszawskiego z tytułem doktora nauk medycznych. Służył w Szpitalu Szkolnym Centrum Wyszkolenia Sanitarnego w Warszawie.  
1 grudnia 1924 roku został awansowany na kapitana ze starszeństwem z 15 sierpnia 1924 roku i 28. lokatą w korpusie oficerów sanitarnych, grupa lekarzy. W 1928 roku był przydzielony do 1 pułku szwoleżerów w Warszawie. 12 marca 1933 roku został awansowany na majora ze starszeństwem z dniem 1 stycznia 1933 roku i 4. lokatą w korpusie oficerów sanitarnych, grupa lekarzy. W następnym roku był w Departamencie Zdrowia Ministerstwa Spraw Wojskowych w Warszawie. Do 1939 roku pełnił służbę w 1 Szpitalu Okręgowym w Warszawie na stanowisku ordynatora.
Po wybuchu II wojny światowej 1939 i agresji ZSRR na Polskę z 17 września 1939, został aresztowany przez Sowietów. Był przetrzymywany w obozie w Kozielsku. W tym czasie nadsyłał korespondencję do bliskich w Warszawie. Wiosną 1940 został przetransportowany do Katynia i rozstrzelany przez funkcjonariuszy Obwodowego Zarządu NKWD w Smoleńsku oraz pracowników NKWD przybyłych z Moskwy na mocy decyzji Biura Politycznego KC WKP(b) z 5 marca 1940. Został pochowany na terenie obecnego Polskiego Cmentarza Wojennego w Katyniu, gdzie w 1943 jego ciało zidentyfikowano podczas ekshumacji prowadzonych przez Niemców pod numerem 3298. Przy zwłokach Leopolda Łojka zostały odnalezione m.in. trzy pocztówki nadane przez żonę z Warszawy, dyplom doktorski.

### Życie prywatne
Jego żoną od 1926 była Eugenia, z domu Juszko (1896-1971), z którą miał synów Jerzego (1932-1986, historyk) i Tadeusza (1935-2009). Jerzy Łojek zajmował się zbrodnią katyńską i publikował na ten temat; jego żona Bożena Mamontowicz-Łojek została działaczką i prezesem Polskiej Fundacji Katyńskiej oraz założycielką Warszawskiej Rodziny Katyńskiej, zginęła 10 kwietnia 2010 w katastrofie polskiego samolotu Tu-154M w Smoleńsku, w drodze na obchody 70. rocznicy zbrodni katyńskiej.

## Upamiętnienie
5 października 2007 roku Minister Obrony Narodowej Aleksander Szczygło mianował go pośmiertnie do stopnia podpułkownika. Awans został ogłoszony 9 listopada 2007 roku w Warszawie, w trakcie uroczystości „Katyń Pamiętamy – Uczcijmy Pamięć Bohaterów”.
Leopold Łojek został uhonorowany inskrypcją pamiątkową na grobowcu rodzinnym na cmentarzu Powązkowskim (kwatera 251-1-29).
Przy Zespole Szkół Zawodowych nr 2 im. 5 Pułku Ułanów Zasławskich w Ostrołęce został zasadzony Dąb Pamięci honorujący Leopolda Łojka.

## Odznaczenia
- Krzyż Walecznych
- Medal Pamiątkowy za Wojnę 1918–1921 „Polska Swemu Obrońcy”
- Medal Dziesięciolecia Odzyskanej Niepodległości